# 김용만 (정치인)
김용만(金容萬, 1986년 8월 14일~)은 대한민국의 정치인이다. 제22대 국회의원이다. 백범 김구의 증손자이다.
2022년 1월, 더불어민주당의 청년인재로 영입되면서 입당했다. 제22대 국회의원 선거를 앞두고 하남시 을 선거구에 전략공천되었다. 본 선거 결과 51.65%의 득표율을 기록하면서 제22대 국회의원으로 당선되었다.

## 학력
- 미드퍼시픽 인스티튜트 고등학교 졸업
- 조지 워싱턴 대학교 정치학 학사

## 경력
- LIG넥스원 근무[1]
- 서울특별시 광복 70주년 기념사업 준비위원[1]
- 서울특별시 3.1운동 대한민국 100주년 기념사업 시민위원단장
- 서울특별시 효창독립 100년 공원 조성 준비위원
- (주)범부 대표이사
- 대한민국임시정부기념사업회 이사
- 2022년 2월~2022년 3월: 제20대 대통령 선거 더불어민주당 이재명 대통령 후보 대한민국대전환 선거대책위원회 역사정명특위원장
- 2022년 10월~2024년 10월: 더불어민주당 역사정의특별위원회 공동위원장
- 2024년 3월~: 더불어민주당 정책위원회 부의장
- 2024년 3월~2024년 5월: 더불어민주당 대변인
- 2024년 4월 10일: 대한민국 제22대 국회의원 선거 당선(경기 하남시 을, 더불어민주당, 초선)[4][1]
- 2024년 5월~: 더불어민주당 경기도당 하남시 을 지역위원회 위원장
- 2024년 5월~2025년 6월: 더불어민주당 원내부대표
- 2024년 10월~: 더불어민주당 역사와정의특별위원회 위원장
- 2024년 11월~: 더불어민주당 이재명 대표 외교안보특보단 보훈특보

### 의정 활동
- 2024년 5월 30일~:  제22대 국회의원(경기 하남시 을, 더불어민주당, 초선)
  - 2024년 6월~: 제22대 국회 전반기 정무위원회 위원
  - 2024년 6월~2025년 6월: 제22대 국회 전반기 여성가족위원회 위원
  - 2025년 7월~: 제22대 국회 전반기 예산결산특별위원회 위원

## 역대 선거 결과
| 실시년도 | 선거   | 대수 | 직책     | 선거구         | 정당         | 득표수   | 득표율          | 순위 | 당락 | 비고 |
| -------- | ------ | ---- | -------- | -------------- | ------------ | -------- | --------------- | ---- | ---- | ---- |
| 2024년   | 총선   | 22대 | 국회의원 | 경기 하남시 을 | 더불어민주당 | 44,734표 | \| \| 51.65% \| | 1위  |      | 초선 |
|          | 51.65% |      |          |                |              |          |                 |      |      |      |

## 소속 정당
| 소속 정당 | 소속 정당    | 소속 기간 | 비고      |
| --------- | ------------ | --------- | --------- |
|           | 더불어민주당 | 2022~현재 | 정계 입문 |

## 같이 보기
- 김구
- 하남시 을
- 하남시의 국회의원